# Supercopa de España femenina
La Supercopa de España femenina es un torneo de fútbol femenino organizado por la Real Federación Española de Fútbol que enfrenta al campeón y subcampeón de la Copa de la Reina y a los dos primeros clasificados de la Campeonato de Liga de Primera División en un formato de final four.
El trofeo se disputa cada año en el mes de enero (a excepción de la edición 2020 que se disputó en febrero). La primera edición del torneo fue aprobada en 2019, con su primera cita para 2020, si bien hay al menos cuatro ediciones reconocidas disputadas a finales de los años 1990 de las que se desconoce su oficialidad.
A lo largo de su historia han participado en la competición trece clubes y solo cinco han logrado el título. El Fútbol Club Barcelona es el más laureado con cinco títulos, seguido de los dos del Levante Unión Deportiva, y el Club Atlético de Madrid, Málaga Club de Fútbol y Sociedad Deportiva Eibar completan el palmarés con un título cada uno.

## Formato
De 1997 a 2000, se jugaron cuatro ediciones de la Supercopa entre los ganadores de la Liga y la Copa de la Reina, con San Vicente C. F. F. ganando su primera edición, C. A. Málaga la segunda, Eibartarrak F. T. logrando la tercera edición y Levante U. D. (después de absorber a San Vicente) ganando la última.
En 2019, se recuperó la competición. Se juega una 'Final Four' entre los dos equipos finalistas de la Copa de la Reina de Fútbol y los dos primeros clasificados de Primera División Femenina de España. En caso de coincidencia, accederá a la Supercopa el mejor clasificado en Liga que no haya disputado la final de la Copa de la Reina. Se jugarán unas semifinales y final. En las semifinales juegan el campeón de Copa de la Reina contra el subcampeón de Liga y el campeón de Liga contra el subcampeón de Copa de la Reina, de modo similar al campeonato masculino.

## Historial
| Temporada                                   | Campeón                           | Resultado  | Subcampeón                     | Nota(s)                                                     |
| ------------------------------------------- | --------------------------------- | ---------- | ------------------------------ | ----------------------------------------------------------- |
| Supercopa de España (Oficialidad discutida) |                                   |            |                                |                                                             |
| 1997-98                                     | (L) San Vicente Valencia C. F. F. | 6 - 4      | (C) R. C. D. Espanyol          | (2-5, 1-2).                                                 |
| 1998-99                                     | (D) C. A. Málaga                  | 4 - 4 (v.) | (S) S. D. Lagunak              | (4-3, 1-0).                                                 |
| 1999-00                                     | (S) Eibartarrak F. T.             | 8 - 0      | (D) C. D. Oroquieta Villaverde | (3-0, 0-5).                                                 |
| 2000-01                                     | (C) Levante U. D.                 | 7 - 2      | (L) C. F. F. Puebla            | (5-1, 1-2).                                                 |
| Supercopa de España                         |                                   |            |                                |                                                             |
| 2019-20                                     | (M) F. C. Barcelona               | 10 - 1     | (C) Real Sociedad              | Establecimiento de final a cuatro. Mayor goleada una final. |
| 2020-21                                     | (M) Atlético de Madrid            | 3 - 0      | (M) Levante U. D.              |                                                             |
| 2021-22                                     | (D) F. C. Barcelona               | 7 - 0      | (M) Atlético de Madrid         |                                                             |
| 2022-23                                     | (D) F. C. Barcelona               | 3 - 0      | (M) Real Sociedad              |                                                             |
| 2023-24                                     | (L) F. C. Barcelona               | 7 - 0      | (M) Levante U. D.              | Primer trofeo en propiedad otorgado.                        |
| 2024-25                                     | (D) F. C. Barcelona               | 5 - 0      | (M) Real Madrid C. F.          |                                                             |

Leyenda: (L)= Accede como campeón de Liga; (C)= Accede como campeón de Copa; (D)= Accede como campeón de Liga y Copa, accediendo su rival como (S) subcampeón de Copa; (M)= Mejor clasificado de Liga que no disputa la final de Copa.

## Palmarés
| Equipo                     | Títulos | Subcampeón | Años campeonatos             |
| -------------------------- | ------- | ---------- | ---------------------------- |
| F. C. Barcelona            | 5       | -          | 2020, 2022, 2023, 2024, 2025 |
| Levante U. D.              | 2       | 2          | 1997, 2000                   |
| Atlético de Madrid         | 1       | 1          | 2021                         |
| Málaga C. F.               | 1       | -          | 1998                         |
| S. D. Eibar                | 1       | -          | 1999                         |
| Real Sociedad              | -       | 2          |                              |
| R. C. D. Espanyol          | -       | 1          |                              |
| S. D. Lagunak              | -       | 1          |                              |
| C. D. Oroquieta Villaverde | -       | 1          |                              |
| Extremadura Femenino C. F. | -       | 1          |                              |
| Real Madrid C. F.          | -       | 1          |                              |

## Estadísticas

### Tabla histórica de rendimiento
| Pos. | Club                       | Temp. | PJ | PG | PE | PP | GF | GC | Dif. | Pts. |  | Títulos | (Sub.) |
| ---- | -------------------------- | ----- | -- | -- | -- | -- | -- | -- | ---- | ---- |  | ------- | ------ |
| 1    | F. C. Barcelona            | 6     | 11 | 10 | 1  | 0  | 47 | 5  | +42  | 31   |  | 5       |        |
| 2    | Levante U. D.              | 6     | 10 | 5  | 0  | 5  | 21 | 22 | -1   | 15   |  | 2       | 2      |
| 3    | Atlético de Madrid         | 5     | 7  | 2  | 1  | 4  | 10 | 19 | -9   | 7    |  | 1       | 1      |
| 4    | S. D. Eibar                | 1     | 2  | 2  | 0  | 0  | 8  | 0  | +8   | 6    |  | 1       |        |
| =    | Real Sociedad              | 3     | 5  | 2  | 0  | 3  | 5  | 16 | -11  | 6    |  |         | 2      |
| 6    | Málaga C. F.               | 1     | 2  | 1  | 0  | 1  | 4  | 4  | 0    | 3    |  | 1       |        |
| =    | S. D. Lagunak              | 1     | 2  | 1  | 0  | 1  | 4  | 4  | 0    | 3    |  |         | 1      |
| =    | R. C. D. Espanyol          | 1     | 2  | 1  | 0  | 1  | 4  | 6  | -2   | 3    |  |         | 1      |
| =    | Real Madrid C. F.          | 4     | 5  | 1  | 0  | 4  | 4  | 15 | -11  | 3    |  |         | 1      |
| 10   | Sporting Club de Huelva    | 1     | 1  | 0  | 0  | 1  | 0  | 1  | -1   | 0    |  |         |        |
| =    | Dux Logroño                | 1     | 1  | 0  | 0  | 1  | 1  | 3  | -2   | 0    |  |         |        |
| =    | Extremadura Femenino C. F. | 1     | 2  | 0  | 0  | 2  | 2  | 7  | -5   | 0    |  |         | 1      |
| =    | C. D. Oroquieta Villaverde | 1     | 2  | 0  | 0  | 2  | 0  | 8  | -8   | 0    |  |         | 1      |

### Tabla histórica de goleadoras
Para un completo detalle véase Máximas goleadoras de la Supercopa de España.
Nota: En negrita jugadoras activas en España.
| Pos. | Jugador                | G. | Part. | Prom. | Club debut      | Otros clubes |
| ---- | ---------------------- | -- | ----- | ----- | --------------- | ------------ |
| 1    | Caroline Graham Hansen | 9  | 9     | 1.00  | F. C. Barcelona |              |
| 2    | Salma Paralluelo       | 5  | 6     | 0.83  | F. C. Barcelona |              |
| =    | Alexia Putellas        | 5  | 7     | 0.71  | F. C. Barcelona |              |
| 4    | Marta Torrejón         | 4  | 8     | 0.50  | F. C. Barcelona |              |
| =    | Asisat Oshoala         | 4  | 9     | 0.44  | F. C. Barcelona |              |
| 6    | Lieke Martens          | 3  | 4     | 0.75  | F. C. Barcelona |              |
| =    | Claudia Pina           | 3  | 7     | 0.43  | F. C. Barcelona |              |
| =    | Mariona Caldentey      | 3  | 7     | 0.43  | F. C. Barcelona |              |
| =    | Aitana Bonmatí         | 3  | 9     | 0.33  | F. C. Barcelona |              |

Datos actualizados al último partido jugado el 26 de enero de 2025.

### Jugadoras con mayor cantidad de encuentros disputados
Para un completo detalle véase Tabla histórica de presencias de la Supercopa de España.
Nota: En negrita jugadoras activas en España.
| Pos. | Jugador                | Ed. | Part. | Club debut        | Otros clubes          |
| ---- | ---------------------- | --- | ----- | ----------------- | --------------------- |
| 1    | Patri Guijarro         | 6   | 11    | F. C. Barcelona   |                       |
| 2    | Asisat Oshoala         | 5   | 9     | F. C. Barcelona   |                       |
| =    | Aitana Bonmatí         | 5   | 9     | F. C. Barcelona   |                       |
| =    | Caroline Graham Hansen | 5   | 9     | F. C. Barcelona   |                       |
| 5    | Marta Torrejón         | 5   | 8     | F. C. Barcelona   |                       |
| =    | Mapi León              | 5   | 8     | F. C. Barcelona   |                       |
| 7    | Mariona Caldentey      | 4   | 7     | F. C. Barcelona   |                       |
| =    | Sandra Paños           | 4   | 7     | F. C. Barcelona   |                       |
| =    | Alexia Putellas        | 4   | 7     | F. C. Barcelona   |                       |
| =    | Claudia Pina           | 4   | 7     | F. C. Barcelona   |                       |
| =    | Irene Paredes          | 4   | 7     | F. C. Barcelona   |                       |
| =    | Alba Redondo           | 5   | 7     | Levante U. D. (5) | Real Madrid C. F. (2) |

Datos actualizados al último partido jugado el 26 de enero de 2025.

### Tabla histórica de entrenadores
En la tabla se muestran los entrenadores con más participaciones en la Supercopa.
Nota: En negrita entrenadores activos en España.
| Pos | Entrenador             | Temp. | PJ | PG | PE | PP | Puntos | Títulos | Clubes                                           |
| --- | ---------------------- | ----- | -- | -- | -- | -- | ------ | ------- | ------------------------------------------------ |
| 1   | Jonatan Giráldez       | 3     | 6  | 6  | 0  | 0  | 18     | 3       | F. C. Barcelona                                  |
| 2   | Lluís Cortés           | 2     | 3  | 2  | 1  | 0  | 7      | 1       | F. C. Barcelona                                  |
| 3   | José Luis Sánchez Vera | 3     | 5  | 2  | 1  | 2  | 7      | 1       | Atlético de Madrid, Levante U. D., Real Sociedad |
| 4   | Pere Romeu             | 1     | 2  | 2  | 0  | 0  | 6      | 1       | F. C. Barcelona                                  |